# Aeroporto Internazionale di Carrasco - General Cesareo L. Berisso
L'Aeroporto Internazionale Carrasco General Cesáreo L. Berisso (IATA: MVD, ICAO: SUMU) è un aeroporto situato a 5 km dalla capitale uruguaiana Montevideo.
Si trova nel dipartimento di Canelones e serve la città di Montevideo e la sua area metropolitana. Opera voli nazionali, internazionali e del Sud America, America Centrale, America del Nord e in Europa.
L'aeroporto è l'hub e la base tecnica della compagnia aerea Pluna.

## Storia
È stato inaugurato nel 1947 nel dipartimento di Canelones. Si trova a 20,3 km (12,6 mi) dal centro della città di Montevideo, la capitale. Prende il nome Cesareo L. Berisso, uruguaiano pioniere dell'aviazione. Dal momento che l'apertura e fino ad oggi è la principale base operativa Pluna. Era anche la base delle vecchie compagnie Uaria uruguaiano, Aviation Company Uruguay SA e Military Airlift uruguaiano.
Nel 2003 il governo ha trasferito la gestione, il funzionamento e la manutenzione dell'aeroporto alla società Carrasco South Gate Group Corporation America, di proprietà di Eduardo Eurnekian. Il nuovo terminal è stato inaugurato il 15 novembre 2009 e ha iniziato le operazioni il 29 dicembre 2009. La vecchia struttura era per il servizio di trasporto aereo di merci. Si proietta la trasformazione di questo terminale in un hub meridionale del Sud America per i carichi.
A metà del 2012, a causa della scomparsa della compagnia nazionale TAM Airlines, il trasporto di passeggeri è diminuito del 7 %. In risposta, il MTOP, ha detto a marzo 2013 che "l'attività di recupero dell'aeroporto dell'Uruguay è in atto, ripristinando la connettività nella regione e valorizzandoli con destinazioni extra-regionali. Esempio è l'aumento della connettività con l'Europa, che sarà attuata dai prossimi mesi con le compagnie aeree Air Europa e Air France". Il ministero, insieme ad altre agenzie governative, ha cercato di ottenere la connettività con i cinque continenti, in particolare in Asia.

## Scheda tecnica
- Investimento: 165 milioni di dollari.
- 4,5 milioni di passeggeri annuali possono utilizzare l'aeroporto
- Nuovo formato Terminal: 45.000 m²
- 4 Maniche telescopico
- Posizioni 44 Posizioni Equipaggiate con CUTE Arrivo
- 24 Contatori Immigrazione
- 3 Nastri Arrivi Baggage Claim
- Uso simultaneo di 8 porte per trasporto a distanza e fissa
- 1.200 posti auto
- Terminal Building e strade su 2 livelli differenti

Oltre alla costruzione del nuovo terminale, lavori iniziati con la costruzione di nuovi parcheggi grembiule e taxiways che la collegano al sistema binario e la piattaforma esistente dell'aeromobile. Le caratteristiche di questi studi sono i seguenti:
- 500.000 metri cubi di terreno di scavo
- 100.000 metri quadrati di pavimenti in calcestruzzo Piattaforma
- 40.000 metri quadrati di rullaggio marciapiedi
- Sistema di illuminazione della piattaforma con 8 torri di 26 m di altezza
- Sistema di segnalazione giorno piattaforma e la notte e vie di rullaggio
- Sistema di distribuzione sotterraneo per carburanti per aeromobili
- Sistema di raccolta dell'acqua piovana e perdite di carburante con filtro separazione dell'olio